# Hegedűs András (labdarúgó)
Hegedűs András (Budapest, 1922. március 3. – 1991. október 19.) válogatott labdarúgó, csatár, balszélső.

## Pályafutása

### Klubcsapatban
A III. Kerületi TVE nevelése. Az MTK labdarúgója volt, ahol egy bajnoki címet szerzett a csapattal. 1953 és 1954 között a Sztálin Vasmű játékosa volt. Gyors, technikás szélső csatár volt, aki a közelharcokban gyakran félénknek mutatkozott.

### A válogatottban
1947-ben egy alkalommal szerepelt a válogatottban.

## Sikerei, díjai
- Magyar bajnokság
  - bajnok: 1951
  - 2.: 1948–49, 1950-ősz
  - 3.: 1949–50
- Magyar labdarúgókupa
  - győztes: 1952
- A Magyar Népköztársaság kiváló sportolója (1951)[5]

## Statisztika

### Mérkőzése a válogatottban
| Magyarország | Magyarország        | Magyarország                | Magyarország | Magyarország | Magyarország | Magyarország | Magyarország | Magyarország |
| #            | Dátum               | Helyszín                    | Hazai        | Eredmény     | Vendég       | Kiírás       | Gólok        | Esemény      |
| ------------ | ------------------- | --------------------------- | ------------ | ------------ | ------------ | ------------ | ------------ | ------------ |
| 1.           | 1947. augusztus 20. | Budapest, Üllői úti stadion | Magyarország | 3 – 0        | Albánia      | Balkán-kupa  | -            |              |
|              | Összesen            |                             |              | 1            | mérkőzés     |              | 0            | gól          |